# Waikele
Waikele est une zone de recensement (census-designated place ou CDP) située sur Oahu, dans le comté d'Honolulu, dans l'État d'Hawaï, aux États-Unis. Sa population s'élève à 7 479 habitants en 2010.

## Géographie
|  |         | Waipio |
|  | Waikele |        |
|  | Waipahu |        |

Située dans le sud de l'île d'Oʻahu, Waikele se trouve aux coordonnées 21° 24′ 09″ N, 158° 00′ 20″ O (21.4025524, -158.0058055), à une altitude d'environ 66 mètres. D'après le Bureau du recensement des États-Unis, la CDP recouvre un territoire de 2,8 km2, intégralement constitué de terre ferme.

## Démographie
| 2000  | 2010  | - | - | - | - |
| ----- | ----- | - | - | - | - |
| 9 188 | 7 479 | - | - | - | - |

## Services
La desserte postale de Waikele est assurée par le bureau de poste de Waipahu.